# Distretto di Fraubrunnen
Il distretto di Fraubrunnen è stato uno dei 26 distretti del cantone di Berna in Svizzera. Confinava con i distretti di Burgdorf a est, di Berna a sud, di Aarberg e di Büren a ovest e con il Canton Soletta (distretti di Bucheggberg a ovest e di Wasseramt a nord). Il comune di Fraubrunnen era il capoluogo del distretto. La sua superficie era di 124 km² e contava 27 comuni:
I suoi comuni sono passati alla sua soppressione al Circondario di Berna-Altipiano svizzero, al Circondario del Seeland e al Circondario dell'Emmental.

## Comuni
- CH-3256 Bangerten
- CH-3315 Bätterkinden
- CH-3313 Büren zum Hof
- CH-3053 Deisswil bei Münchenbuchsee
- CH-3953 Diemerswil
- CH-3306 Etzelkofen
- CH-3312 Fraubrunnen
- CH-3308 Grafenried
- CH-3305 Iffwil
- CH-3303 Jegenstorf
- CH-3317 Limpach
- CH-3322 Mattstetten
- CH-3302 Moosseedorf
- CH-3317 Mülchi
- CH-3053 Münchenbuchsee
- CH-3303 Münchringen
- CH-3251 Ruppoldsried
- CH-3314 Schalunen
- CH-3305 Scheunen
- CH-3322 Urtenen-Schönbühl
- CH-3427 Utzenstorf
- CH-3053 Wiggiswil
- CH-3428 Wiler bei Utzenstorf
- CH-3309 Zauggenried
- CH-4564 Zielebach
- CH-3303 Zuzwil

### Divisioni
- 1847: Wiggiswil → Deisswil bei Münchenbuchsee, Wiggiswil

### Fusioni
- 1832: Deisswil bei Münchenbuchsee, Wiggiswil → Wiggiswil
- 1911: Messen-Scheunen, Oberscheunen → Scheunen